# Toktu Khan
Toktu Khan, Toktu, Toktogu, Toqtaï, Toqto’té, Tokhta, Toqta, Tokhtai o Tokhtogha (segle XII), fou un kan de l'Horda d'Or, fill de Mongke Temur i successor de Tulabugha.

## Pujada al poder
Tulabugha fou assassinat per Nogai Noyan i per Toktu a la tardor del 1290, junt segurament amb el seu germà i lloctinent Kundjuk Bugha. No se sap si Tuda Mengü encara vivia i mantenia el títol de kan, però en tots cas, si vivia o fou per poc temps o va abandonar el títol. Segons Rashid al-Din Toktu reclamava el tron i havia rebut el suport de Nogai Noyan en aquest clam, però també el d'Ilkeji o Bilkeji, fill de Kukju (el fill de Berke Khan), el príncep sènior de la família imperial després de la mort de Tulabugha. La mare de Toktu era Elchi Khatun, filla de Gulmish Agha. A una de les seves monedes el titula "El Sultà Just Mir Toktu" i segurament d'aquest títol va derivar el malnom de Toktumir que li van donar sovint els russos. Nogai Noyan va posar a Toktu al tron i va fer dictar un perdó general pels caps que havien agafat el partit del cap o kan deposat i mort, retornant després al seu feu.

## Gran principat de Vladímir i altres principats
Al principat de Vladímir l'antic príncep i protegit de Nogai, Andreu III de Vladímir, havia intentar recuperar el gran principat vers el 1288 però fou derrotat i diversos boiars que li donaven suport van morir. A Rostov uns malfactors establerts al principats foren combatuts pel príncep Demetri (1278-1294) i expulsats del territori i el príncep va enviar al seu germà al kan per justificar la seva conducta, i fos per alguns regals o pels problemes interns dels tàtars, no fou inquietat. El 1291 Alexandre, fill de l'antic príncep Demetri I de Vladímir, va anar a les terres de Nogai on va morir; el 1291 Andreu III es va presentar amb forces dels prínceps dependents de Rostov, Bielosersk, Yaroslav, Smolensk i Tver, i del bisbe Terasi, que li donaven suport, i tenien també el suport de Nogai. Aquest sembla que va reexpedir a Andreu cap al kan Toktu, que l'hauria confirmat com a gran príncep al lloc de Demetri i que hi va enviar un exèrcit manat pel seu germà Tudakan (en rus Diuden) i guiat pel mateix Andreu i per Feodor de Yaroslav, que va ocupar el gran principat i va establir al tron a Andreu III (1291-1304). Demetri va fugir a Pskov amb el seu parent el lituà Dovmont. Els tàtars van aprofitar l'expedició per fer incursions de saqueig a Múrom, Súzdal, Vladímir, Moscou i altres ciutats que foren saquejades, i molts habitants esclavitzats; les noies i dones foren violades, i les esglésies robades. Pereyeslav fou abandonada pels seus habitants que es van refugiar als boscos. Només Tver, d'entre les ciutats de Rússia central, es va lliurar dels saquejos tàtars, perquè, absent el príncep (que estava amb els tàtars) els boiars van optar per resistir, i reforçats per fugitius d'altres llocs van organitzar la resistència; llavors el príncep Miquel I el Sant (1286-1318) va retornar, sent rebut amb entusiasme, i els tàtars van optar per no atacar i van marxar per la ruta de Nóvgorod saquejant allí Velok. Nóvgorod va enviar regals a Tudakan i va manifestar que ja d'abans era partidària d'Andreu III i finalment els tàtars van abandonar la ruta. La successió dels principats russos era també diferent de l'habitual a Occident: en vida el gran príncep repartia el domini entre tots els fills, que governaven cadascun la seva part de per vida; quan el pare moria el germà gran rebia l'alta senyoria com a gran príncep i conservava el seu feu particular; així quan Demetri I fou enderrocat com a gran príncep va intentar retornar al seu feu particular de Pereyeslav; fou interceptat a Torjek per Andreu III i va haver d'abandonar el seu tresor; Demetri va poder fugir a Tver, i a petició del príncep Miquel de Tver i del bisbe de la ciutat el 1294 va ajustar la pau amb el seu germà, però es va posar malalt seguidament i va morir al cap de poques setmanes de l'acord.
El 1293 els suecs van fundar la fortalesa de Vyborg per controlar als finesos, i que era una amenaça pels novgorodians i era un nucli potencial de difusió del catolicisme cap a Carèlia. La fortalesa a més podia controlar el comerç de la Lliga Hanseatica. Per la mateixa època els lituans també feien ràtzies als principats russos. El 1194 Toktu, va fer una incursió a Tver assolant el territori.

## Relacions amb Gaikhatu de Pèrsia
La primavera del 1294 Toktu va enviar una ambaixada a Pèrsia on regnava Gaikhatu que passava els hiverns a Maragha. L'ambaixada anava dirigida pels prínceps Kalmitai i Pulad que van assistir el dia 7 d'abril a la fundació de la nova ciutat de Kutlugh Baligh al Kur. El kan de Pèrsia va morir el 1295, el mateix any que va morir Kubilai Khan.

## Mediació a Vladímir
El 1295 Andreu III de Vladímir amb la seva dona va anar a la cort de Toktu a presentar els seus respectes al kan, rebre la investidura i arranjar alguns conflictes amb els seus prínceps dependents. Alexandre Newriu va ser designat mediador en aquestos conflictes; encara que va escoltar a les parts amb paciència, alguns no van poder aguantar i van esclatar lluites. Els bisbes Simeó de Vladímir i Ismael de Sarai van intervenir per prevenir l'extensió dels conflictes i es va acordar una pau general; l'enviat tàtar es va retirar cobert de regals, però aviat les lluites es van reprendre.

## Guerra Civil contra Nogai
Nogai Noyan havia enviat a la seva dona Bilak Khatun a la cort de Toktu, on la volia tenir com a agent per a exercir la seva influència; però aquesta pretensió de Nogai va molestar a Toktu, que volia governar per a si mateix i es va produir el trencament. Les dues famílies estaven entrellaçades: Kelmish, la germana de Mangu Timur, s'havia casat amb el kunkurat Saljidai Gurkhan; van tenir un fill, Yailak, i una filla, Olju. Yailak es va casar amb Katak, la filla de Nogai i Olju fou l'esposa del seu oncle Mangu Timur i mare de Toktu. Així Yailak era l'oncle de Toktu i el gendre de Nogai. Aquest no havia acabat d'adoptar l'islam com altres prínceps de l'Horda d'Or, però la seva filla Katak si que es va convertir per la força i el seu marit a més la va maltractar. Nogai de fet, fora d'un incerta conversió 25 anys abans probablement per interessos polítics, va romandre xamanista el que li va concedir el suport de molts mongols. Nogai va recordar a Toktu les obligacions que tenia envers ell, sense resultat, ni tampoc una segona ambaixada; després va ordenar als sus fills marxar contra el kan. Marco Polo diu que Toktu fou instigat a la guerra per dos fills de Tuda Mangu que havia estat deposat (i potser mort) per Nogai.
Segons Nuwayri, Nogai tenia un exèrcit de 200.000 homes; els dos bàndols van lliurar batalla a Yaksi "entre els dos països" (segurament al Dnièper). Toktu fou derrotat i es va retirar i Nogai no el va perseguir i es va retirar amb el botí. Sembla que la causa de no perseguir-lo fou que els genovesos de Crimea havien matat al seu net Agtji mentre recaptava els tributs pel seu avi, i Nogai llavors va anar a les possessions genoveses i les va assolar. Segons Raixid-ad-Din, Toktu es va presentar al Dnièper el 1298 amb 300.000 homes però com que el riu no estava glaçat no el va poder creuar i es va retirar per passar l'estiu al Don.
A l'any següent Nogai va creuar el Don i Toktu va reunir el seu exèrcit precipitadament i es va lliurar batalla a un lloc anomenat Tejesmari, al Don, on Toktu fou derrotat i es va retirar a Sarai; dos fills de Tuda Mangu van combatre al costat de Toktu i van fugir junt amb aquest al final de la batalla. Nogai de manera prudent va tornar al darrere el Dnièper saquejant pel camí la ciutat de Krim on van fer molts presoners que Nogai va fer alliberar. Alguns caps de l'exèrcit van escriure a Toktu i li van oferir trair a Nogai i entregar-lo; el complot es va estendre als fills de Nogai i el segon fill, Taga o Teke, al que es va prometre el tron, va entrar en el complot i llavors els conjurats el van fer presoner. Chaga el seu germà gran va marxar contra els revoltats i els va derrotar i Teke va fugir a la nit amb 300 partidaris. Toktu va decidir aprofitar el conflicte i va creuar el Dnièper amb 600.000 mil homes (xifra sens dubte exagerada) i va acampar al riu Berka o Bug prop del campament enemic i quan Nogai es va presentar amb 300.000 homes va fingir que estava malalt i que sempre havia estat lleial als kans i que qualsevol deslleialtat era cosa dels seus fills; mentre Chaga havia creuat el riu a poca distància per sorprendre a l'enemic per darrere; però Toktu se'n va assabentar i va preparar la batalla; la lluita fou ferotge i finalment Toktu va aconseguir la victòria. Aquesta batalla s'hauria lliurat al Kagamlik prop del Dnièper. Nogai es va retirar amb mil homes al país dels kelards (hongaresos).
En la fugida fou ferit per un rus al servei de Toktu, i va morir en ruta, o segons una altra versió un rus el va ferir i Nogai li va demanar ser portat davant Toktu, però l'oficial li va tallar el cap i el va portar al kan, el qual es va queixar que un soldat hagués matat a un noble mongol, i va fer matar el rus. Toktu va tornar a Sarai. Això hauria passat el 1299.
El seu fill Chaga va haver de lluitar amb els seus germans; es va establir al Caucas on les seves tropes es van incrementar i va marxar contra els seus rivals als que va derrotar. Els vençuts van demanar ajut a Toktu que va enviar al seu germà Buzluk amb un contingent. Chaga, en inferioritat de condicions, va fugir a Bulgària, a les terres del seu cunyat el príncep Osphentisthlabos. A Bulgària el rei Jordi Terter I havia estat enderrocat un temps abans (1292) per Nogai Noyan i substituït per Smiltzos (Smilets o Smilec) que havia mort el 1298 i l'havia succeït el seu fill Ivan II de Bulgària. Com que Chaga estava casat amb la filla de Jordi I Terter, tenia alguns drets al tron i va entrar al país sense gaire oposició dels regents i es va apoderar de Tirnovo on va posar al germà de la seva dona, Osphentisthlabus (Sairuja segons Nuwayri, Teodor Svetoslav a les fonts gregues) al tron, si bé moltes fonts asseguren que va assolir el tron per a si mateix. L'exèrcit de Toktu va entrar en la seva persecució a Bulgària i va assetjar Tirnovo (Tărnovo). Teodor Svetoslav, tant si era rei titular sense poder, com si era una figura de la cort, va organitzar un complot en el qual Chaga fou enderrocat i estrangulat a la presó el 1300, suposadament per uns jueus que exercien habitualment de sicaris. El seu cap fou enviat al kan de l'Horda d'Or que a canvi va reconèixer a Teodor com tsar de Bulgària. El patriarca Joaquim, sospitós de donar suport a Chaga, fou també executat.
El feu de Nogai Noyan fou repartit per Toktu entre la seva pròpia família. El seu germà Sarai Bugha va rebre la part més important; una part petita se li va donar a Buri o Turi l'únic fill de Nogai que encara era viu i que era gendre del Il-Khan Abaqa. Irbasa i Beguil Bugha fills del mateix Toktu van rebre feus menors. Buzluk també en va rebre una part. Yanji fou per Kumush, fill d'Ahaji (germà de Toktu).
Quan poc després (1301) Buri (Turai) va convèncer a Sarai Bugha per revoltar-se i els dos homes van demanar suport a Buzluk, germà de Toktu, aquest va revelar la conspiració i Buri i Sarai Bugha foren executats, i la part de Sarai Bugha fou entregada al mateix fill de Toktu.

## Polònia, Riazan, Moscou
El 1299 els russos, amb auxiliars tàtars van fer una campanya a Polònia però foren derrotats prop de Lublin. El mateix any la seu metropolitana de Kíev fou traslladada a Vladímir, el que va donar el cop de gràcia a l'antiga preeminència de Kíev. El trasllat fou obra del metropolità Màxim. Daniel, el germà petit del gran príncep Andreu III i fill d'Alexandre Nevski havia rebut el feu de Moscou sent infant; després de prendre part a la lluita contra Nóvgorod el 1296, es va enfrontar a Constantí de Riazan (1294-1301) que va atacar Moscou amb suport dels tàtars; Constantí fou derrotat prop de Pereyeslav i Daniel va fer matar allí a un nombre de tàtars; i el 1300 Constantí fou empresonat per Daniel, per un engany que no es detalla a les cròniques russes, i per a ser alliberat va haver de cedir la fortalesa de Kolomna el que li garantia el control del riu Moskvà.

## Relacions amb l'Imperi Romà d'Orient
Després de la guerra entre Toktu i Nogai, vers el 1301, l'emperador romà d'Orient Andrònic II Paleòleg (1282-1328) va assegurar l'aliança de Toktu ja demana abans. Com ja s'havia fet abans entre Miquel VIII Paleòleg i Nogai Noyan, la filla natural d'Andrònic II, Maria, fou donada a Toktu pel seu harem; aquest va enviar un contingent auxiliar a Bizanci com a preu de l'enllaç.

## Relacions amb Ghazan de Pèrsia
El 1302 Toktu va enviar una ambaixada a Ghazan Khan de Pèrsia; la dirigia Issa Gurkhan, el qual va demanar al Il-Khan la devolució d'Arran i Azerbaidjan, que l'Horda d'Or reclamava des de 1261. Ghazan va refusar irritat i es va referir a l'exagerat seguici que acompanyava als ambaixadors ("pocs com a conqueridors, i masses per uns simple missatgers") que havien necessitat 315 cavalls a cada estació. El 17 de gener de 1303 es va celebrar l'any nou mongol i a la recepció oficial i van assistir els ambaixadors.

## Mort d'Andreu III de Vladímir
El 1302 moria Ivan príncep de Pereyeslav i Dimitrov i va llegar el seu domini que per població, boiars, soldats, i la fortalesa de la capital, era el segon en importància després de Rostov, a Daniel de Moscou. El seu germà Andreu III va anar a veure al kan per queixar-se del seu germà i reclamant Pereyeslav; mentre Daniel va morir sobtadament el 4 de març de 1303 sent el primer príncep que fou enterrat a la catedral de Sant Miquel de Moscou; el va succeir el seu fill Jordi que va engrandir el principat per la conquesta de Mojaisk, dependència de Smolensk. Després de 12 mesos d'estada al campament del kan, Andreu III va retornar amb uns enviats del kan i es va convocar una dieta a Pereyeslav en presència del metropolità Màxim on es va llegir un missatge del kan que anunciava el seu desig de pau al gran principat i demanava als dos prínceps tancar les seves lluites. Andreu III va morir el 1304 i fou enterrat a Gorodets al Volga. La seva mort fou negativa: l'hereu conforme a la llei era el parent mascle més gran dins dos graus i el tron fou reclamat per Jordi de Moscou, nebot d'Andreu, i per Miquel de Tver, cosí d'Andreu i fill de Yaroslav III (el germà d'Alexandre Nevski); el segon era el legitim hereus segons les regles successòries i fou proclamat i reconegut com a Miquel II, sent conegut com el Sant. Fou reconegut per Novgorod, però Jordi I de Moscou el Ros Panotxa, no el va acceptar i va refusar els consells del metropolità Màxim, sotmetent la qüestió als tàtars. Toktu va fallar en favor de Miquel que va rebre la patent de gran príncep i després va atacar Moscou que va assetjar dues vegades sense èxit fins que finalment es va acontentar amb el seu propi territori. En aquest temps era costum que els prínceps russos es cassessin amb dones mongoles i així el 1304 Miquel de Nijni Nóvgorod va visitar el campament del kan i allí es va casar amb una donar tàrtara.

## Campanya de Crimea
El 1307 va morir Bozluk, germà del kan, i el va seguir al cap de poc Irbasa que dirigia les forces militars. El 1307, a causa del fet que els genovesos agafaven infants i nens tàtars i els venien com esclaus als musulmans d'Egipte, Toktu va atacar Kaffa; els genovesos es va refugiar a les seves naus i com que els tàtars no tenien marina no els van poder fers res; però els seus béns a la ciutat que no havien pogut retirar a temps, foren saquejats i portats a Nova Sarai.

## Riazan, Moscou i Briansk
El 1308 Jordi I de Moscou hauria fet matar a Basili I, fill i successor de Constantí de Riazan, probablement per apropar-se del seu domini. Yaroslav, fill de Constantí, va apel·lar al kan, que va ordenar posar-lo al tron, però Jordi va conservar Kostroma. A l'any següent, 1309, Basili I de Briansk (1308-1309) fou expulsat pel seu oncle Svyatoslav Glebovitx, príncep de Mojaisk (1299-1303) que li havia usurpat el tron (1309-1310). El kan li va concedir un exèrcit amb el qual el 1310 va recuperar el poder. Aprofitant als mateixos tàtars va derrotar el príncep de Karachef.

## Mort i successió
Toktu va morir el 1312 o 1313. Segons Khuandemir es va ofegar quan estava en un bot al mig del Volga i fou enterrat a Seraichuk. Inicialment musulmà, va abandonar progressivament aquesta religió per tornar al xamanisme, però sempre amb gran tolerància per les altres religions; fou patró dels cristians. Els darrers anys del seu regnat el metropolità Pere va destronar al bisbe de Sarai Ismael, i va designar al seu lloc a Warsonof. Va emetre moneda a Sarai, Nova Sarai, Bolghar, Ukek, Coràsmia, Krim, Jullad i Majar, entre el 1291 i el 1313 i hi apareix com Ghiytah al-Din, com Toktogu, Ghiyath al-Toktogu el Just, i Toktubeg. El va succeir el seu nebot, Uzbeg Khan, fill del seu germà gran Toghrul.